# Ophiochiton carinatus
Ophiochiton carinatus är en ormstjärneart som beskrevs av Christian Frederik Lütken och Ole Theodor Jensen Mortensen 1899. Ophiochiton carinatus ingår i släktet Ophiochiton, och familjen Ophiochitonidae. Inga underarter finns listade i Catalogue of Life.